# Соперничество Москвы и Санкт-Петербурга за статус столицы
Сопе́рничество Москвы́ и Санкт-Петербу́рга за статус столицы России началось в 1703 году с основанием Санкт-Петербурга как противовеса «традиционной» Москве. Ввиду неофициального характера переноса столицы в Санкт-Петербург примерно в 1712 году, слово «столица» начало употребляться по отношению к обоим городам, и данная неопределённость оставалась нерешённой вплоть до Отечественной войны 1812 года, когда Москва получила статус «сердца России», а Санкт-Петербург ― символа имперской России.

## История

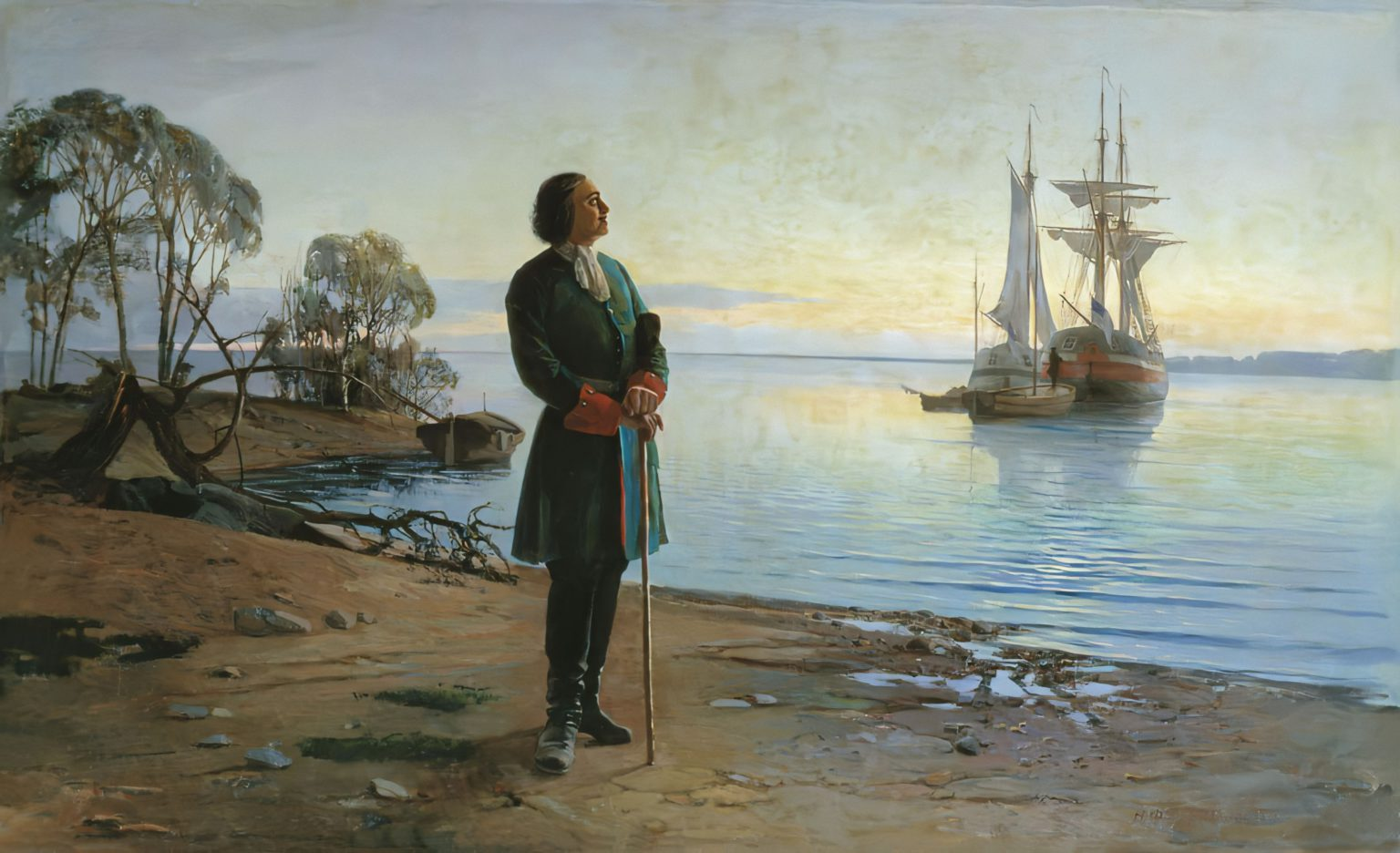
«Здесь будет город заложен», 1880. Художник: Николай Добровольский

В 1703 году Пётр I начал строить будущую столицу России Санкт-Петербург в противовес Москве, как центру традиционного образа жизни. Неизвестна дата переноса столицы в новый город ввиду отсутствия распоряжения или указа, однако Елена Корчмина отмечает, что условной датой является 1712 год, после того, как в официальной документации пребывание Петра в районе дельты Невы перестало называться «походом». Вследствие условности изменения столицы решение вопроса о её переносе обратно в Москву зависело от личного отношения к двум городам наследников Петра. Вероятность возвращения столичного статуса Москве была высока при Петре II, однако после него монархи предпочитали Санкт-Петербург прежней столице.
Кроме того, отсутствие официальных документов, посвящённых переносу, создало ситуацию, при которой слово «столица» употреблялось одновременно и к Москве, и к Санкт-Петербургу; российские императоры продолжали короноваться в Москве, и столичный статус фактически присутствовал у обоих городов. Данная неопределённость была решена после Отечественной войны 1812 года и Московского пожара, когда оба города получили свои роли: Москва обрела образ «сердца России», воплощавший древнюю историю страны, а Санкт-Петербург стал символом имперского начала России. С 1812 года оба города подчёркивали несхожесть друг с другом. Так, Санкт-Петербург был местом решения наиболее важных государственных дел, в то время как Москва ― первопрестольной столицей.

## Различия обеих столиц
Кандидат исторических наук Елена Корчмина выделяет следующие различия между городами, обеспечивавшие соперничество Москвы и Санкт-Петербурга:

### Исторические
Санкт-Петербург был основан Петром как европейская столица, город застраивался согласно плану большими архитектурными ансамблями, а его структура была лишь отчасти задана рельефом местности. Нева стала главной водной артерией города, обеспечивавшей его питьевой водой и подчёркивавшей архитектурные особенности столицы. Наиболее важную часть жизни Санкт-Петербурга в Российской империи составляли парады и воинские учения. С другой стороны, архитектурный облик Москвы складывался стихийно: даже после пожаров город отстраивался самими жителями, использовавшими уже существовавшие обычаи. Кроме того, река Москва не получила парадного облика, вода из неё использовалась в технических целях. В облике города архитектурными доминантами являлись православные храмы.

### Географические
Ввиду удалённости Санкт-Петербурга от Средней полосы России и его климата город не был заселён сразу. Заселению новой столицы способствовали репрессивные меры, например, указ Петра I от 1710 года по переводу в Санкт-Петербург до 15 тысяч мастеровых с семьями или указ 1713 года, обязывавший постоянно жить в столице связанным с царским двором лицам. Многие вначале приезжали в город по службе и без семей. Сырость, отсутствие солнца и высокая плотность проживания (35 человек на двор против московского показателя в 22 человека) привели к распространению в Санкт-Петербурге туберкулёза лёгких; все данные факторы делали новую столицу непривлекательной для населения по сравнению с Москвой.
Различия в климате привели к отличным друг от друга типам сезонной миграции в обоих городах: Москва была местом, где люди наслаждались жизнью и тратили деньги, в то время как в Санкт-Петербурге основными занятиями стали заработок денег и военная служба.

### Социальные
В XVIII веке Санкт-Петербург был городом, в котором проживало больше военных и иностранцев, чем в Москве, при этом в «первопрестольной столице» проживало в шесть раз больше священников, чем в Петербурге. Москва также являлась «столицей» российского дворянства, что особенно проявилось после издания в 1762 году Манифеста о вольности дворянства, когда многие дворянские семьи приняли решение о переезде в Москву; при Екатерине II в Москве проживали дворяне, не захотевшие служить императрице. Основным населением Москвы были крепостные дворовые крестьяне (около 170 тысяч человек обоих полов), Санкт-Петербурга ― крепостные-отходники, нанимавшиеся в столице на работу для уплаты оброка.
Образование в Санкт-Петербурге было неразрывно связано с императорским двором: дворянских детей в столице обучали военной либо придворной службе. При этом, московские высшие учебные заведения, такие как Императорский Московский университет или Благородный пансион, стали наиболее важными образовательными учреждениями России и «социальным лифтом» для детей мелких чиновников, купцов и священников.